# Gerard Brackx
Gerardus Brackx (Oostende, 1931 - aldaar, 19 september 2011) was een Belgische ondernemer en oprichter van Jetair en de ontdekker van Benidorm.

## Biografie
Brackx kwam als 7de kind van 9 uit een middenstandsgezin. De familie had een fabriekje voor wasmachines en fietsen. Hij begon als autoverkoper in de firma van zijn schoonvader. In die zaak stonden soms autobussen stil in de winter en met deze begon hij in 1956 kleine reizen te organiseren naar Tirol en al gauw ook naar het carnaval van Nice, Lourdes en de Spaanse Middellandse zee.
Hij wordt de ontdekker van Benidorm genoemd, omdat hij ervoor zorgde dat het vissersplaatsje uitgroeide tot een van de grote trekpleisters. Hij bouwde er Hotel Belroy in 1970, na 5 jaar behelpen met enkele kleine lokale hotels.
Hij organiseerde al snel ook vliegreizen naar deze hotels en richtte daarom in 1971 Jetair op. Jetair was de enige Belgische touroperator die vliegreizen naar Benidorm aanbood tot 1978.
In 1994 werd zijn firma Belgisch marktleider in vliegtuigreizen. In de tweede helft van de jaren 90 werd TUI AG aandeelhouder, met vanaf 2001 een 100% aandeelhouderschap.  In 2001 gaf Gerard Brackx de fakkel door aan zijn zoon Bart Brackx. In 2008 werd een vliegtuig van Jetairfly naar de oprichter genoemd.
Hij was gehuwd en had twee dochters en één zoon.